# Fossano (stacja kolejowa)
Fossano (włoski: Stazione di Fossano) – stacja kolejowa w Fossano, w prowincji Cuneo, w regionie Piemont, we Włoszech. Znajduje się na linii Turyn – Savona i Fossano – Cuneo.
Według klasyfikacji Rete Ferroviaria Italiana posiada kategorię srebrną

## Połączenia
obsługuje głównie pociągi regionalne Trenitalia w ramach umowy o świadczenie usług zawartej z regionu Piemont, która zapewnia ruch pociągów w dni powszednie co pół godziny we wszystkich kierunkach umieszczone w ramach Kolei aglomeracyjnej w Turynie.

## Linie kolejowe
- Turyn – Savona
- Fossano – Cuneo